# Sankosh (rivière)
Sankosh (également connue sous les noms Gadadhar, et Svarnakosha) est une rivière indienne tirant sa source dans le nord du Bhoutan et se jetant dans le Brahmapoutre. Au Bhoutan, elle est connue sous le nom de Puna Tsang Chu après sa confluence avec plusieurs tributaires à la hauteur de Wangdiphodrang.

## Affluents
Les deux plus grands tributaires du cours d'eau sont le Mo Chhu et le Pho Chhu, qui s'assemblent à Punakha.

## Hydrologie
Son régime hydrologique est dit pluvial tropical à moussons.